# آرتور هاچینز
آرتور هاچینز (انگلیسی: Arthur Hutchins؛ ۱۵ سپتامبر ۱۸۹۰ – ۱۹۴۸ (۵۷−۵۸ سال)) ورزشکار فوتبال اهل بریتانیا بود.
از باشگاه‌هایی که در آن بازی کرده‌است می‌توان به باشگاه فوتبال آرسنال و باشگاه فوتبال چارلتون اتلتیک اشاره کرد.